# Robert Venturi

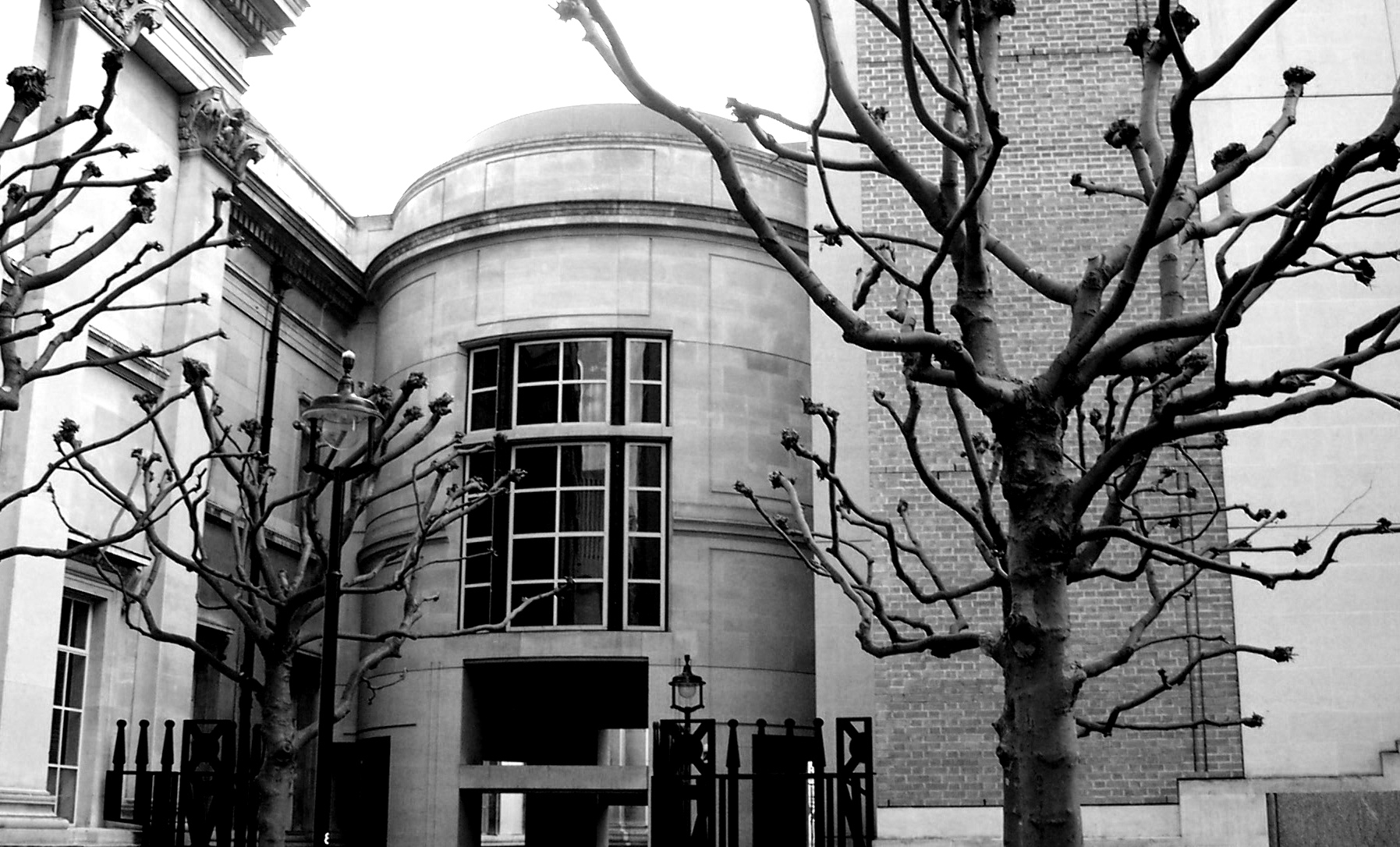
Bảo tàng Nghệ thuật quốc gia London

Robert Venturi (sinh năm 1925) là một kiến trúc sư Hậu Hiện đại, một trong những nhà lý thuyết kiến trúc có ảnh hưởng nhất của nửa cuối thế kỉ 20.

## Tiểu sử
Robert Venturi sinh ngày 25 tháng 7 năm 1925 tại Philadelphia, Pennsylvania, Mỹ. Ông tốt nghiệp kiến trúc năm 1947, và lấy bằng thạc sĩ về nghệ thuật năm 1950 tại Đại học Princeton. Sau khi tốt nghiệp, ông làm việc cho một vài hãng kiến trúc, trong số đó có văn phòng của Oscar Stonorov, Eero Saarinen, và Louis Kahn.
Từ năm 1954 đến 1956 ông giành được học bổng hữu nghị để theo học tại của Viện hàn lâm Mỹ tại Roma (American Academy in Rome). Từ năm 1964 ông cộng tác với John Rauch mở văn phòng kiến trúc riêng.
Công trình đánh dấu mốc quan trọng đầu tiên của Venturi là biệt thự của bà Vanna Venturi, mẹ đẻ của ông, hoàn thành vào năm 1964 tại đồi Chestnut, Pennsylvania và nhà dưỡng lão Guild ở bắc Philadelphia. Đó là những công trình dí dỏm, gây nhiều tranh cãi, có hình thức kiến trúc đơn giản nhưng phức tạp trong mặt bằng và biểu thị sự đa dạng của ngôn ngữ kiến trúc. Công trình Nhà dưỡng lão Guild với vẻ ngoài không khác gì so với những nhà ở thông thường khác, nhưng những ý tưởng của Venturi lại được thể hiện rất tinh tế. Toàn bộ phần phía trên được tách ra khỏi mặt tường để nhấn mạnh vai trò của mặt đứng như một bộ mặt giao tiếp với công cộng. Biển báo "Guild" là một cách điệu hình tượng của nghệ thuật đại chúng (Pop-art), và cột ăngten giả mạ vàng trên đỉnh nhà là một sự giễu cợt hài ước về vai trò và vị trí của những người già trong xã hội công nghiệp.
Đây là một sự tương phản với chú trọng vào công năng của kiến trúc Hiện đại đang thịnh hành thời bấy giờ. Venturi đã diễn giải quan điểm của mình trong cuốn sách "Sự đa dạng và mâu thuẫn trong Kiến trúc" (Complexity and contradiction in architecture) xuất bản năm 1966, được xem như tuyên ngôn đầu tiên của kiến trúc Hậu Hiện đại, mở đầu cho cuộc tranh luận về hình thức và ngữ nghĩa trong kiến trúc. Theo ông, kiến trúc phải là kết quả song song cùng tồn tại của các mâu thuẫn theo tiêu chí "Cũng-Như", đối ngược lại tiêu chí của Kiến trúc Hiện đại đương thời "Hoặc-Là" vốn chỉ chấp nhận sự tồn tại duy nhất, hoặc có hoặc không. Ông mỉa mai câu châm ngôn nổi tiếng của Ludwig Mies van der Rohe "Ít là nhiều" (Less is more) thành "Ít là buồn" (Less is bore).
Năm 1967, trong khi giảng dạy tại Đại học Pennsylvania, Venturi gặp vợ ông Denise Scott Brown, một nhà thiết kế đô thị và kiến trúc sư. Họ cùng nhau cộng tác trong giảng dạy, nghiên cứu và thực hành kiến trúc và là đồng tác giả cuốn sách nổi tiếng "Học tập từ Las Vegas" (Learning From Las Vegas) với kiến trúc sư Steven Izenour vào năm 1972. Trong đó các tác giả cho rằng những dấu hiệu không chính thống của văn hóa bình dân (Pop culture), các biển quảng cáo mang tính địa phương, các kiến trúc nhỏ lẻ, dọc xa lộ là nguồn cho cảm hứng kiến trúc nghiêm chỉnh.
Với những cống hiến của mình, Robert Venturi được tặng giải thưởng Pritzker năm 1991. Hiện ông điều hành hãng kiến trúc Venturi, Scott Brown và cộng sự có trụ sở đặt tại Philadelphia, Mỹ.

## Công trình điển hình
- Mở rộng Bảo tàng Allen Art, Oberlin, Ohio, từ năm 1973 đến năm 1976.
- Nhà Brant, Greenwich, Connecticut, 1973.
- Hội trường Gordon Wu, Đại học Princeton, New Jersey, 1983.
- Nhà ở thị trấn Tuckers, Bermuda, 1975.
- Nhà Trubek, đảo Nantucket, Massachusetts, 1972.
- Nhà Tucker, núi Kisco, New York, 1975.
- Nhà của bà Vanna Venturi, đồi Chestnut, Philadelphia, Pennsylvania, 1962.
- Trụ sở các cơ quan công quyền Haute-Garonne, Toulouse, Pháp, 2005.

## Tác phẩm
- Venturi, Complexity and Contradiction in Architecture, The Museum of Modern Art Press, New York 1966.
- Venturi, Brown và Izenour, Learning from Las Vegas, Cambridge MA, 1972, tái bản và sử đổi 1977.
- Venturi, Iconography and Electronics upon a Generic Architecture: A View from the Drafting Room, MIT Press, 1998.
- Venturi và Brown, Architecture as Signs and Systems, Harvard University Press, 2004.